# Saison 2023-2024 du Borussia Dortmund
Chronologie
Saison précédente Saison suivante
La saison 2023-2024 est la 48e saison consécutive du Borussia Dortmund en Bundesliga.

## Transferts

### Transferts estivaux
| Nom                | Nationalité | Poste     | Transfert         | Provenance/Destination    | Division                |
| ------------------ | ----------- | --------- | ----------------- | ------------------------- | ----------------------- |
| Arrivées           |             |           |                   |                           |                         |
| Felix Nmecha       | Allemagne   | Milieu    | Transfert (30M€)  | VfL Wolfsburg             | Bundesliga              |
| Marcel Sabitzer    | Autriche    | Milieu    | Transfert (19M€)  | Bayern Munich             | Bundesliga              |
| Niclas Füllkrug    | Allemagne   | Attaquant | Transfert (13M€)  | Werder Brême              | Bundesliga              |
| Ramy Bensebaïni    | Algérie     | Défenseur | Transfert (Libre) | Borussia Mönchengladbach  | Bundesliga              |
| Départs            |             |           |                   |                           |                         |
| Jude Bellingham    | Angleterre  | Milieu    | Transfert (103M€) | Real Madrid               | LaLiga                  |
| Ansgar Knauff      | Allemagne   | Attaquant | Transfert (5M€)   | Eintracht Francfort       | Bundesliga              |
| Felix Passlack     | Allemagne   | Défenseur | Fin de contrat    | VfL Bochum                | Bundesliga              |
| Raphaël Guerreiro  | Portugal    | Défenseur | Fin de contrat    | Bayern Munich             | Bundesliga              |
| Mahmoud Dahoud     | Allemagne   | Milieu    | Fin de contrat    | Brighton & Hove Albion FC | Premier League          |
| Anthony Modeste    | France      | Attaquant | Fin de contrat    | Al-Ahly SC                | Egyptian Premier League |
| Luca Unbehaun      | Allemagne   | Gardien   | Fin de contrat    | SC Verl                   | 3.Liga                  |
| Thorgan Hazard     | Belgique    | Attaquant | Transfert (4M€)   | RSC Anderlecht            | Division 1A             |
| Tom Rothe          | Allemagne   | Défenseur | Prêt              | Kieler SV Holstein        | 2. Bundesliga           |
| Soumaïla Coulibaly | France      | Défenseur | Prêt              | Royal Antwerp FC          | Division 1A             |
| Nico Schulz        | Allemagne   | Défenseur | Libre             | Aucun                     | Aucun                   |

### Transferts hivernaux
| Nom            | Nationalité | Poste     | Transfert         | Provenance/Destination | Division       |
| -------------- | ----------- | --------- | ----------------- | ---------------------- | -------------- |
| Arrivées       |             |           |                   |                        |                |
| Jadon Sancho   | Angleterre  | Attaquant | Prêt              | Manchester United      | Premier League |
| Ian Maatsen    | Pays-Bas    | Défenseur | Prêt              | Chelsea FC             | Premier League |
| Départs        |             |           |                   |                        |                |
| Giovanni Reyna | États-Unis  | Milieu    | Prêt              | Nottingham Forest      | Premier League |
| Thomas Meunier | Belgique    | Défenseur | Transfert (Libre) | Trabzonspor            | Süper Lig      |

## Compétitions
| Bundesliga         | Coupe d'Allemagne | Ligue des champions |
| ------------------ | ----------------- | ------------------- |
| 5e / 63points      | 1/8 de finale     | Finale              |
| 18V 9N 7D          | 2V 0N 1D          | 7V 3N 3D            |
| TOTAL: 27V 12N 11D |                   |                     |

### Championnat

#### Journées 1 à 5
Le BVB remporte de justesse la victoire. Le Borussia Dortmund entame sa saison avec un succès grâce à un but tardif de Malen, bien que sa performance globale ait été décevante. Pendant ce temps, les joueurs de Cologne pourraient regretter leur manque d'efficacité, ayant manqué l'opportunité de repartir avec au moins un point. Dans un résultat identique à celui de l'année dernière, Bochum et Dortmund se séparent sur un match nul. Malgré une performance attrayante en première mi-temps, le VfL a ralenti après la sortie sur blessure de Wittek. Bien que Hofmann et Osterhage aient touché les montants du but de Kobel, Malen, avec son deuxième but en deux matches, a empêché le Borussia de subir sa première défaite. Heidenheim crée la surprise en arrachant un point à Dortmund. L'équipe promue récolte ainsi son premier point en Bundesliga après un match animé contre le Borussia Dortmund, dauphin du Bayern la saison passée, qui menait pourtant 2-0 à la mi-temps. Heidenheim n'a pas baissé les bras et aurait même pu l'emporter dans une fin de rencontre tumultueuse. Dortmund remporte une victoire cruciale. Dans un match spectaculaire marqué par de nombreux retournements de situation et une fin de rencontre tumultueuse, Dortmund s'impose à Fribourg malgré une performance mitigée, sauvé par le talent individuel de ses joueurs et une gestion tactique efficace. De son côté, Fribourg a vécu un véritable cauchemar lors de ce match. Le BvB assure le strict minimum. Malgré sa suprématie statistique (62% de possession, 18 tirs contre 8, 605 passes réussies), le Borussia Dortmund remporte une victoire étriquée grâce au but solitaire de Reus. Maintenant toujours invaincu en Bundesliga, le club grimpe à la 5e place, à seulement deux points du Bayern.

#### Journées 6 à 10
Le Borussia Dortmund remporte une troisième victoire consécutive en championnat en s'imposant sur la pelouse de Hoffenheim. Malgré une nette domination de Hoffenheim en seconde période, l'équipe d'Edin Terzic a fait preuve de réalisme en marquant en fin de match. Cette victoire permet à Dortmund de prendre provisoirement la tête de la Bundesliga. Le Borussia Dortmund surclasse l'Union Berlin, restant invaincu avec une performance réactive et l'entrée décisive de Julian Brandt. Malgré une bonne première période de l'Union Berlin, Dortmund remporte la victoire, remontant provisoirement à la deuxième place du classement, tandis que les Berlinois glissent vers la zone rouge avec leur septième revers consécutif. Le Borussia Dortmund devient le leader provisoire de la Bundesliga après avoir enregistré un cinquième succès consécutif. L'opposition contre le Werder Brême, qui a connu des difficultés tout au long de la saison, s'est révélée trop faible pour rivaliser. Malen et ses coéquipiers ont largement dominé le match avec 17 tirs contre 5 pour leur adversaire, démontrant leur supériorité. La victoire aurait pu être plus large compte tenu de la performance de Dortmund. Le Borussia Dortmund a vécu un début de match chaotique avec le doublé rapide de Marmoush. Cependant, les joueurs d'Edin Terzic ont montré une remarquable remobilisation après la pause, revenant au score à deux reprises. Finalement, le match s'est terminé sur une note spectaculaire. Cette performance permet à Dortmund de se positionner à la 4e place, tandis que Francfort grimpe à la 7e place au classement. Le Bayern Munich a réalisé une démonstration de force sur la pelouse du Borussia Dortmund, qui était invaincu jusqu'à présent. Malgré le statut invincible de son adversaire, le Bayern a dominé le Klassiker, avec notamment un triplé de l'attaquant anglais Harry Kane. Cette victoire souligne les insuffisances du Borussia Dortmund, qui se retrouve désormais à 5 points de retard au classement.

#### Journées 11 à 15
Le Borussia Dortmund a subi une nouvelle défaite, cette fois contre Stuttgart (1-2), après avoir été sévèrement battu par le Bayern Munich le week-end précédent (0-4). Malgré une avance obtenue grâce à un but de Niklas Füllkrug, Dortmund a concédé l'égalisation de Deniz Undav avant la pause. Stuttgart a ensuite pris l'avantage avec un deuxième penalty converti par Serhou Guirassy. Cette victoire a consolidé la troisième place de Stuttgart au classement, laissant Dortmund à trois points derrière. Malgré les difficultés en Bundesliga, le Borussia Dortmund connaît du succès en Ligue des champions, apportant un aspect positif à leur saison actuelle.

#### Évolution du classement et des résultats
| Journée  | 1 | 2 | 3 | 4 | 5 | 6 | 7 | 8 | 9 | 10 | 11 | 12 | 13 | 14 | 15 | 16 | 17 | 18 | 19 | 20 | 21 | 22 | 23 | 24 | 25 | 26 | 27 | 28 | 29 | 31 | 30 | 32 | 33 | 34 | Journées en tête |
| -------- | - | - | - | - | - | - | - | - | - | -- | -- | -- | -- | -- | -- | -- | -- | -- | -- | -- | -- | -- | -- | -- | -- | -- | -- | -- | -- | -- | -- | -- | -- | -- | ---------------- |
| Résultat |   |   |   |   |   |   |   |   |   |    |    |    |    |    |    |    |    |    |    |    |    |    |    |    |    |    |    |    |    |    |    |    |    |    | —                |
| Rang     |   |   |   |   |   |   |   |   |   |    |    |    |    |    |    |    |    |    |    |    |    |    |    |    |    |    |    |    |    |    |    |    |    |    | 0                |

### Ligue des champions

#### Coefficient UEFA
| Club | Rang 20.. | Rang 20.. | Évolution | 20..-20.. | 20..-20.. | 20..-20.. | 20..-20.. | 20..-20.. | Coefficient |
| ---- | --------- | --------- | --------- | --------- | --------- | --------- | --------- | --------- | ----------- |
| ...  | -         | -         | -         | -         | -         | -         | -         | -         | -           |
| ...  | -         | -         | -         | -         | -         | -         | -         | -         | -           |
| ...  | -         | -         | -         | -         | -         | -         | -         | -         | -           |

## Statistiques

### Statistiques collectives
| Compétition         | Débute au tour   | Termine      | Matches joués | Gagnés | Nuls | Perdus | Buts pour | Buts contre | Différence |
| ------------------- | ---------------- | ------------ | ------------- | ------ | ---- | ------ | --------- | ----------- | ---------- |
| Bundesliga          | 1re journée      | 34e journée  | 34            | 18     | 9    | 7      | 68        | 43          | +25        |
| Coupe d'Allemagne   | 1er Tour         | 8e de finale | 3             | 2      | 0    | 1      | 7         | 3           | +4         |
| Ligue des champions | Phase de groupes | Finale       | 13            | 7      | 3    | 3      | 17        | 7           | +10        |
| Total               | -                | -            | 50            | 27     | 12   | 11     | 92        | 53          | +39        |

### Statistiques individuelles
(Mis à jour le )
| Numéro | Nat. | Nom | Championnat | Championnat | Championnat    | Championnat | Championnat  | Ligue des champions | Ligue des champions | Ligue des champions | Ligue des champions | Ligue des champions | Coupe d'Allemagne | Coupe d'Allemagne | Coupe d'Allemagne | Coupe d'Allemagne | Coupe d'Allemagne | Total | Total       | Total          | Total  | Total        |
| Numéro | Nat. | Nom | M.j.        | But inscrit | Passe décisive | Averti      | Carton rouge | M.j.                | But inscrit         | Passe décisive      | Averti              | Carton rouge        | M.j.              | But inscrit       | Passe décisive    | Averti            | Carton rouge      | M.j.  | But inscrit | Passe décisive | Averti | Carton rouge |
| ------ | ---- | --- | ----------- | ----------- | -------------- | ----------- | ------------ | ------------------- | ------------------- | ------------------- | ------------------- | ------------------- | ----------------- | ----------------- | ----------------- | ----------------- | ----------------- | ----- | ----------- | -------------- | ------ | ------------ |
|        |      |     | 0           | 0           | 0              | 0           | 0            | 0                   | 0                   | 0                   | 0                   | 0                   | 0                 | 0                 | 0                 | 0                 | 0                 | 0     | 0           | 0              | 0      | 0            |